# Bakuon!!
Bakuon!! (ばくおん！！?) es una serie de manga escrita e ilustrada por Mimana Orimot. Fue serializada en la revista de manga seinen Young Champion Retsu de la editorial Akita Shoten desde febrero de 2011 y fue compilada en catorce volúmenes tankōbon, el último de los cuales se lanzó en diciembre de 2029. Una adaptación a anime por TMS Entertainment se estrenó el 4 de abril de 2016 y finalizó el 21 de junio de 2016.

## Argumento
Un día, mientras andaba en su bicicleta en una gran colina durante su camino a la escuela, Hane Sakura se avergüenza al ver a otro estudiante montar en una motocicleta hacia la escuela. Tomando interés, Hana se une al club de motociclismo de su escuela y consigue una licencia de motociclista. Después de comprar su propia moto, Hane comienza su emocionante y motorizada vida escolar con sus nuevas amigas: Onsa Amano, Rin Suzunoki, Raimu Kawasaki e Hijiri Minowa.

## Personajes

### Club de motocicletas
Hane Sakura (佐倉 羽音 Sakura Hane?)
Voz por: Reina Ueda
La apartada protagonista principal de buen corazón, pilota una Honda CB400SF Hyper VTEC Spec III de color rosado. Nació el 3 de mayo de 1995, su estatura es de 157 centímetros, su tipo de sangre es B y sus medidas son 82-58-87.
Rin Suzunoki (鈴乃木 凜 Suzunoki Rin?)
Voz por: Nao Tōyama
Una joven rubia, de pechos grandes, con coletas y una ávida fanática de las motocicletas Suzuki, llegando hasta el punto de enfurecerse cuando alguien se burla de uno de los modelos, no importa que tan raros se vean, y teniendo problemas montando cualquier otro tipo de moto. Pilota una [
Suzuki GSX400S Katana que le pertenecía a su padre. A pesar de no ser un miembro oficial del club, Rin siempre acompaña a las otras a sus actividades sin ninguna razón. Rin trabaja como una repartidora de pizza de medio-tiempo. Nació el 9 de abril, su estatura es de 157 centímetros, su tipo de sangre es O y sus medidas son 91-56-81.
Onsa Amano (天野 恩紗 Amano Onsa?)
Voz por: Yumi Uchiyama
Una joven poco femenina de corazón salvaje cuya familia tiene una tienda de motos con mala reputación de vender objetos más viejos de lo que ellos dicen que son, devolviendo los odómetros que compran, lo cual la avergüenza. Pilota una Yamaha SEROW225W hecha con las partes de otras dos motocicletas rotas. 
Hijiri Minowa (三ノ輪 聖 Minowa Hijiri?)
Voz por: Rikako Yamaguchi
Una chica con lentes quien sueña en convertirse en una rebelde chica delincuente, pero su dulce naturaleza usualmente la lleva a hacer lo contrario. Es demasiado joven para conseguir su licencia de conducir, por lo que tiene que esperar hasta diciembre para cumplir los 16 años, mientras tanto toma lugar en el club de motocicletas en el sidecar de una Ducati 750SS pilotada por Hayakawa (su sirviente). Después de cumplir dieciséis, ella obtiene su licencia de conducir y pilota una Honda Super Club personalizada con una calavera y ruedas de entrenamiento, hasta que ella aprende a pilotar correctamente y cambia a una Ducati 1199 Panigale S personalizada, ajustada para cumplir los reglamentos japoneses que prohíben a los menores pilotar motos con desplazamientos mayores a 400cc. Nació el 23 de diciembre, su estatura es de 160 centímetros, su tipo de sangre es AB y sus medidas son 81-61-86.
Raimu Kawasaki (川崎 来夢 Kawasaki Raimu?)
La chica de la clase superior que siempre carga un casco y nunca habla. Ella actúa como la figura de hermana mayor para el grupo, pero pocas de las otras saben que Raimu está realmente en sus treinta y entró usando una identificación falsa de una estudiante de 18 años por la petición de la directora de mantener un ojo en ellas cuando decidieron reformar el club de motocicletas, el cual se deshizo hace veinte años después de un serio accidente que la involucraba durante una carrera. Su verdadero apellido es desconocido, ya que ella usa uno falso en su tarjeta de identificación tomado de su moto, una Kawasaki ZX-12R. Es llamada Lime por Hane.
Chisame Nakano (中野 千雨 Nakano Chisame?)
La más nuevo miembro del club, Chisame es una prodigio montando motocicletas, pero tiene un serio complejo con su altura debido a su figura pequeña. Ella monta una Honda Racing NSF 100 y un scooter Honda PCX 150 en las calles, como ella es incapaz de montar motos de calle debido a sus piernas cortas. Nació el 6 de junio de 1996, su estatura es de 144.8 centímetros, su tipo de sangre es A y sus medidas son 75-60-80.

### Otros
Yume Sakura (佐倉 由女 Sakura Yume?)
Voz por: Azusa Tadokoro
La hermana menor de Hane, ella parece ser más responsable y juiciosa que ella. Nació el 14 de julio de 1996, su estatura es de 152 centímetros, su tipo de sangre es A y sus medidas son 79-60-83.
Hayakawa (早川?)
Voz por: Unshou Ishizuka
Un sirviente de la familia Minowa que maneja la moto de Hijiri hasta que ella tenga edad suficiente para conseguir su licencia.
Tazuko (たづ子?)
Voz por: Yoko Hikasa
La directora de la Escuela Secundaria para chicas Okanoue y una vieja amiga de Raimu, quien es mayor que ella. Ella luego compra su propia BMW K1300R.
Padre de Onsa (恩紗の父 Onsa no Chichi?)
Voz por: Mitsuo Iwata
Padre de tres niños, es dueño de una tienda de motos que solía ser un centro de tratos de las motocicletas Yamaha, pero perdió sus credenciales una vez que no pudo cumplir más sus criterios, y ahora vende motocicletas más viejas de lo que parecen retrocediendo un poco sus odómetros, lo cual le causa vergüenza a Onsa.
Padre de Rin (凜の父 Rin no Chichi?)
Voz por: Shinichiro Miki
Siempre es visto cargando un casco y nunca mostrando su cara, justo como Raimu, el padre de Rin también es un fanático de Suzuki pero no tan apasionado como ella. Él pilota una Suzuki 1135R Katana Yoshimura que Rin ganó para el en un concurso. Él tiene la tendencia de ser imprudente y termina metiéndose en accidentes frecuentemente.
Kinya Nakano (中野 欽矢 Nakano Kinya?)
Voz por: Junichi Suwabe
Él es padre de Chisame, él es un famoso corredor de moto GP, también conocido como el "Corredor guapo". Él maneja una Honda CBR1000RR.
Akina Nakano (中野 アキナ Nakano Akina?)
Voz oor: Kana Marutsuka
Es la madre de Chisame, fue un miembro del club de motocicletas hace 20 años y solía salir con Tazuko y Raimu.
Enko Saruyama (猿山 猿子 Saruyama Enko?)
Voz por: Kazusa Aranami
La asesora del club de motociclismo quien tiene mala suerte con los hombres. Ella tiene el hábito de atacar otras chicas (incluyendo a sus estudiantes) cuando esta ebria y pilota una moto 50cc.
Baita (バイ太?)
Voz por: Kikuko Inoue
Baita es una motocicleta Honda CB400SF de entrenamiento que Hane piloto durante su examen para conseguir su licencia y de alguna manera podía comunicarse con ella, dándole consejos. Baita habla con una voz femenina debido a que ella dice que fue desmaculinisada debido a que fue rebajada a solo ser usada en entrenamientos. Después de que Hane obtuvo su licencia, Baita fue retirada, pero satisfecha de que Hane fue la estudiante número 1000 que perdió su "virginidad" con ella. La amistad de Hane con Baita es lo que inspiró su decisión para una motocicleta personal.

## Media

### Manga
El manga es publicado en Young Champion Retsu desde febrero del 2011, hasta el 18 de marzo del 2016 ha sido compilado en siete volúmenes tankōbon.

#### Volúmenes
| Núm. | Fecha de publicación    | ISBN                                                             |
| ---- | ----------------------- | ---------------------------------------------------------------- |
| 1    | 19 de marzo de 2012     | ISBN 978-4-253-25626-1                                           |
| 2    | 19 de octubre de 2012   | ISBN 978-4-253-25627-8                                           |
| 3    | 20 de junio de 2013     | ISBN 978-4-253-25628-5                                           |
| 4    | 20 de diciembre de 2013 | ISBN 978-4-253-25629-2                                           |
| 5    | 20 de agosto de 2014    | ISBN 978-4-253-25630-8                                           |
| 6    | 20 de mayo de 2015      | ISBN 978-4-253-25631-5                                           |
| 7    | 18 de marzo de 2016     | ISBN 978-4-253-25632-2 ISBN 978-4-253-18189-1 (edición especial) |
| 8    | 20 de julio de 2016     | ISBN 978-4-253-25633-9                                           |
| 9    | 20 de diciembre de 2016 | ISBN 978-4-253-25634-6 ISBN 978-4-253-18195-2 (edición especial) |
| 10   | Agosto de 2017          | ISBN 978-4-253-25635-3                                           |
| 11   | Mayo de 2018            | ISBN 978-4-253-25636-0                                           |
| 12   | Enero de 2019           | ISBN 978-4-253-25637-7                                           |
| 13   | Octubre de 2019         | ISBN 978-4-253-25638-4                                           |
| 14   | 18 de diciembre de 2020 | ISBN 978-4-253-25639-1                                           |

### Anime
Una adaptación a anime se estrenó el 4 de abril de 2016. Junji Nishimura dirige la serie en el estudio TMS Entertainment, con guiones escritos por Kurasumi Sunayama y la música compuesta por Ryusuke Nakanishi. El opening es "FeelXAlive" interpretado por Sayaka Sasaki, mientras que el ending es "Buon! Buon! Ride On!" (ぶぉん! ぶぉん! らいど・おん!, Buon! Buon! Raido On!) interpretado por Reina Ueda, Yumi Uchiyama, Nao Tōyama y Rikako Yamaguchi.

#### Lista de episodios
| Núm.  | Título                                                         | Fecha de emisión        |
| ----- | -------------------------------------------------------------- | ----------------------- |
| OVA 1 | "Bakuon!!" "Bakuon!!" (ばくおん!!)                             | 18 de marzo de 2016     |
| 1     | "Registro en el club!!" "Nyūbu!!" (にゅうぶ!!)                 | 5 de abril de 2016      |
| 2     | "Escuela!!" "Gakkō!!" (がっこう!!)                             | 12 de abril de 2016     |
| 3     | "Debut!!" "Debyū!!" (でびゅー!!)                               | 19 de abril de 2016     |
| 4     | "Aguas termales!!" "Onsen!!" (おんせん!!)                      | 26 de abril de 2016     |
| 5     | "Touring!!" "Tsūringu!!" (つーりんぐ!!)                        | 3 de mayo de 2016       |
| 6     | "Preparación!!" "Junbi!!" (じゅんび!!)                         | 10 de mayo de 2016      |
| 7     | "Festival cultural!!" "Bunkasai!!" (ぶかさい!!)                | 17 de mayo de 2016      |
| 8     | "Vacaciones de invierno!!" "Fuyuyasumi!!" (ふゆやすみ!!)       | 24 de mayo de 2016      |
| 9     | "Nueva compañera de clases!!" "Shinyūsei!!" (しんにゅうせい!!) | 31 de mayo de 2016      |
| 10    | "Kōhai!!" "Kōhai!!" (こうはい!!)                               | 7 de junio de 2016      |
| 11    | "Bicicletas!!" "Jidensha!!" (じでんしゃ!!)                     | 14 de junio de 2016     |
| 12    | "Un mundo de "y si"!!" "Moshimo no Sekai!!" (もしものせかい!!) | 21 de junio de 2016     |
| OVA 2 | "Maid" "Meido" (メイド)                                        | 20 de diciembre de 2016 |